# Consejo Latinoamericano de Ciencias Sociales

Logo von CLACSO

Der Consejo Latinoamericano de Ciencias Sociales (CLACSO) (dt. Lateinamerikanischer Rat der Sozialwissenschaften) ist eine internationale Organisation, die sich der Förderung der Sozialwissenschaften in Lateinamerika widmet. Er wurde 1967 gegründet und umfasst heute fast 200 Forschungsinstitute in den meisten Ländern Lateinamerikas. Der CLACSO hat seinen Hauptsitz in Buenos Aires. Sein Exekutivsekretär ist seit 2006 Emir Sader.
Der CLACSO organisiert interdisziplinäre und internationale Arbeitsgruppen zu bestimmten Themen der Sozialwissenschaften, schreibt jährlich Forschungsstipendien für lateinamerikanische Nachwuchswissenschaftler und -wissenschaftlerinnen aus und betreibt ein Austauschprogramm zwischen den Ländern des globalen Südens. Weiterhin betreibt er einen umfangreichen Online-Campus und veranstaltet eine Vielzahl von Kongressen, Vorträgen und sonstigen wissenschaftlichen Veranstaltungen.